# 이해

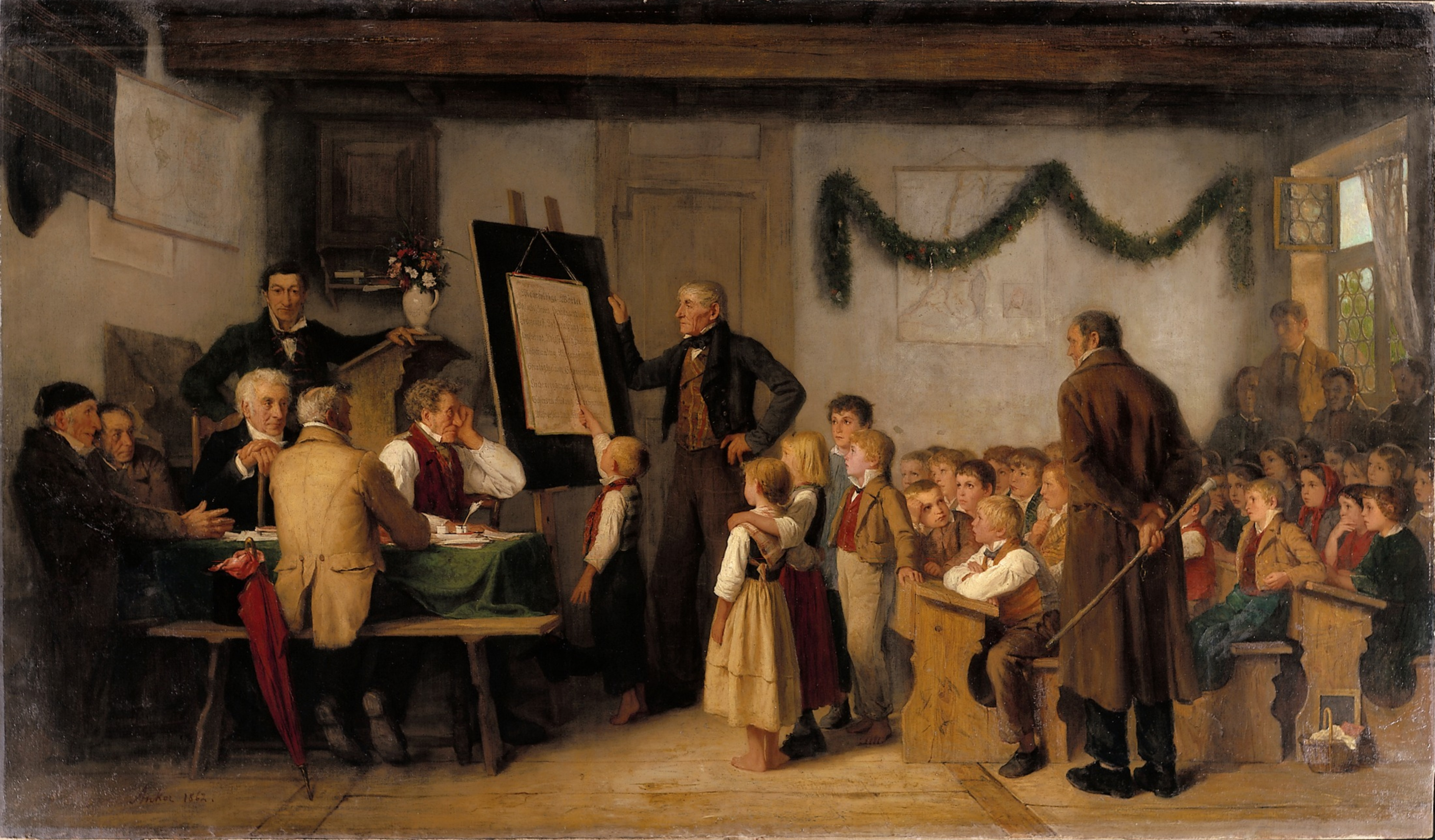

이해(理解, 문화어: 리해)는 사람, 상황, 메시지와 같은 추상적이거나 물리적인 물체에 관한 심리학적 프로세스이다. 곧, 사건의 이유, 원인, 의미를 올바르게 알아내는 것을 가리킨다.
이해는 개념화를 제한하는 것을 말한다. 다시 말해, 무언가를 이해하려면 이를 주어진 척도로 개념화할 필요가 있다.

## 같이 보기
- 지식
- 추론